# Ricardo Vaghi

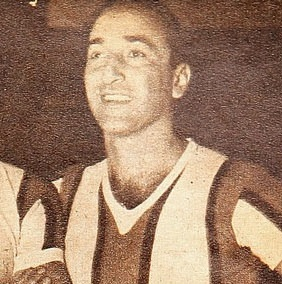
Ricardo Vaghi.

Ricardo Alfredo Vaghi (Buenos Aires, 5 de dezembro de 1916) é um ex-futebolista argentino.
Vaghi é um dos maiores ídolos do River Plate, onde jogou de 1935 e 1949. Ganhou seis campeonatos argentinos no período, em 1936, 1937, 1941, 1942, 1945 e 1947, os quatro últimos como titular absoluto na zaga do celebrado elenco riverplatense conhecido como La Máquina.
Curiosamente, tentou antes ser jogador no arquirrival Boca Juniors, mas não foi aceito, iniciando a carreira no pequeno Almagro, o clube de seu bairro. Com 324 partidas pelo River, Vaghi está entre os dez jogadores que mais atuaram pelo clube.